# Oliver Risser
Oliver Hanjorge Risser (ur. 19 września 1980 w Windhuku) – piłkarz namibijski grający na pozycji pomocnika. Posiada także obywatelstwo niemieckie.

## Kariera klubowa
Karierę piłkarską Risser rozpoczął w klubie Ramblers Windhuk. W jego barwach zadebiutował w 2000 roku w namibijskiej Premier League. W 2001 roku wyjechał do Niemiec i grał w amatorskim EGC Wirges. Po 2 latach został piłkarzem Borussii Dortmund, jednak nie przebił się do pierwszego zespołu i grał w rezerwach Borussii. Z kolei w latach 2005–2006 był zawodnikiem SV Sandhausen. Drugą połowę 2006 roku spędził w islandzkim Breiðabliku UBK. Następnie wrócił do Niemiec i grał najpierw w Bonner SC, a następnie w amatorskich rezerwach Hannoveru 96.
W 2009 roku Risser trafił do Norwegii, do trzecioligowego Manglerud Star. W połowie roku został wypożyczony do pierwszoligowego Lyn Fotball, w którym zadebiutował 23 sierpnia 2009 w meczu ze Startem (4:1). Na koniec roku spadł z Lyn Fotball do 1. divisjon (II liga).
Następnie Risser grał w takich klubach jak: KuPS, Swindon Town, Stevenage, Aldershot Town, FC Oosterzonen, Ramblers Windhuk i Eastleigh FC. W 2017 roku zakończył karierę.
| Sezon   | Klub                    | Kraj      | Rozgrywki           | Mecze | Bramki |
| ------- | ----------------------- | --------- | ------------------- | ----- | ------ |
| 2000/01 | Ramblers Windhuk        | Namibia   | Premier League      | ?     | ?      |
| 2001/02 | EGC Wirges              | Niemcy    | Oberliga            | ?     | ?      |
| 2002/03 | EGC Wirges              | Niemcy    | Oberliga            | ?     | ?      |
| 2003/04 | Borussia Dortmund amat. | Niemcy    | Regionalliga        | 20    | 1      |
| 2004/05 | Borussia Dortmund amat. | Niemcy    | Regionalliga        | 13    | 0      |
| 2005/06 | SV Sandhausen           | Niemcy    | Oberliga            | 28    | 0      |
| 2006    | Breiðablik UBK          | Islandia  | Úrvalsdeild         | 6     | 0      |
| 2006/07 | Bonner SC               | Niemcy    | Oberliga            | 32    | 2      |
| 2007/08 | Hannover 96 amat.       | Niemcy    | Oberliga            | 6     | 0      |
| 2009    | Manglerud Star          | Norwegia  | III. liga           | 7     | 1      |
| 2009    | Lyn Fotball             | Norwegia  | Tippeligaen         | 7     | 0      |
| 2010    | Lyn Fotball             | Norwegia  | 1. divisjon         | 11    | 1      |
| 2010    | KuPS                    | Finlandia | Veikkausliiga       | 11    | 1      |
| 2011/12 | Swindon Town            | Anglia    | League Two          | 32    | 3      |
| 2012/13 | Stevenage (wyp.)        | Anglia    | League One          | 12    | 1      |
| 2012/13 | Aldershot Town          | Anglia    | League Two          | 14    | 0      |
| 2013/14 | FC Oosterzonen          | Belgia    | Nationaal 1         | 7     | 0      |
| 2013/14 | Ramblers Windhuk        | Namibia   | Premier League      | ?     | ?      |
| 2014/15 | Eastleigh FC            | Anglia    | Conference National | ?     | ?      |
| 2015/16 | Eastleigh FC            | Anglia    | Conference National | ?     | ?      |
| 2016/17 | Eastleigh FC            | Anglia    | Conference National | ?     | ?      |

## Kariera reprezentacyjna
W reprezentacji Namibii Risser zadebiutował w 2002 roku. W 2008 roku był powołany do kadry na Puchar Narodów Afryki 2008 i rozegrał 2 spotkania: z Marokiem (1:5) i z Ghaną (0:1). Od 2002 do 2011 rozegrał w kadrze narodowej 31 meczów.